# Волочаевский бой (памятник)
Эта статья о памятнике. О сражении, в честь которого воздвигнут этот памятник см. статью Волочаевский бой.
Волоча́евский бой — памятник вблизи села Волочаевка-1 (Смидовичский район Еврейской автономной области) на месте одного из крупнейших сражений заключительной части Гражданской войны в России.
В 1928 году на вершине сопки Июнь-Корань рядом с братской могилой 118 борцов за победу Советов на Дальнем Востоке по проекту скульптора А. А. Бадоньи (одного из участников Волочаевского боя) было построено здание музея с расположенной на крыше скульптурой армейца НРА. В музее наряду с экспонатами демонстрировалась диорама Волочаевского сражения.
В советское время к музею и памятнику часто проводились автобусные и железнодорожные экскурсии из Биробиджана и Хабаровска, других населённых пунктов ЕАО и Хабаровского края. Скульптура армейца НРА видна из проходящих по Транссибу поездов и с автодороги Хабаровск-Биробиджан.
С 1961 по 1991 год памятник «Волочаевский бой» был филиалом Хабаровского краеведческого музея, после отделения ЕАО от Хабаровского края передан в распоряжение Министерства культуры Еврейской автономной области.
В постсоветское время интерес к памятнику оказался утрачен, музей остался без охраны, в здание проникали посторонние люди с целью краж. В 1990-е годы все окна и двери в здании замуровали (заложили кирпичной кладкой), тем самым сохранив оставшиеся экспонаты.
В 2012 году рядом с братской могилой и зданием музея построена часовня.
На вершине сопки Июнь-Корань рядом с братской могилой установлен кенотаф Маршалу Советского Союза Блюхеру — камень с надписью: «Василию Константиновичу Блюхеру. 1890—1938. С любовью. Жена, дети, внуки. Москва. 1970.»
Для сохранения уникального памятника в октябре 2020 года начались работы по воссозданию его первоначального облика, которые планировались завершить в течение года. Хранившиеся здесь подлинные экспонаты, которые в 90-х годах были переданы в Хабаровский краеведческий музей, планировались к размещению в музее-памятнике в цифровом виде.
В 2022 году работы по воссозданию первоначального облика памятника были завершены.
14 мая 2022 года музей «Волочаевское сражение» принял первых посетителей.
|                                |                 |         |                                          |                                     |
| Здание музея и братская могила | Братская могила | Часовня | Кенотаф Маршалу Советского Союза Блюхеру | Вид с сопки на долину реки Тунгуска |

## Панорама «Волочаевская битва»
- В Хабаровском краевой музее имени Н. И. Гродекова с 1975 года экспонируется панорама «Волочаевская битва» — одна из четырёх панорам в России.